# 青岛开放大学
青岛开放大学，加挂青岛创业大学牌子，是中华人民共和国的一所公办省属成人高等学校，位于山东省青岛市。该校是全国首批44所电大之一，由山东省人民政府主管，青岛市教育局主办。

## 历史
1979年，山东电视大学青岛电大工作站成立。1986年6月改为青岛广播电视大学。
2013年成立、2015年正式加挂青岛创业大学牌子，成为全国首家创业大学。2016年，被评为山东省首批省级示范创业大学。
2020年12月22日，根据《国家开放大学综合改革方案》和《山东省人民政府关于同意青岛广播电视大学更名为青岛开放大学的批复》，青岛广播电视大学正式更名为青岛开放大学。青岛开放大学作为国家开放大学的青岛区域中心，统一纳入国家开放大学办学体系，业务接受国家开放大学的指导和管理。